# PGC 23462
LEDA/PGC 23462 ist eine Spiralgalaxie vom Hubble-Typ Sb im Sternbild Giraffe am Nordsternhimmel. Sie ist schätzungsweise 166 Millionen Lichtjahre von der Milchstraße entfernt und hat einen Durchmesser von etwa 45.000 Lichtjahren. Vom Sonnensystem aus entfernt sich das Objekt mit einer errechneten Radialgeschwindigkeit von näherungsweise 3.600 Kilometern pro Sekunde. Gemeinsam mit NGC 2544 bildet sie das isolierte Galaxienpaar KPG 160.
Im selben Himmelsareal befinden sich unter anderem die Galaxien NGC 2550, PGC 23181, PGC 23618, PGC 23781.